# باشگاه فوتبال لوتون تاون
باشگاه فوتبال لوتون تاون (به انگلیسی: Luton Town Football Club) یک باشگاه فوتبال در شهر لوتون، کشور انگلستان است که در سال ۱۸۸۵ میلادی تأسیس شده‌است.
این تیم برای اولین بار در تاریخ باشگاه خود، در سال ۲۰۲۳ موفق شد به پریمیرلیگ صعود کند.